# The Claim
The Claim (conocida en España como El perdón) es una película anglo-canadiense dramática y de Western de 2000 dirigida por Michael Winterbottom. El guion de Frank Cottrell Boyce está basado vagamente en la novela The Mayor of Casterbridge del escritor Thomas Hardy. La música fue compuesta por Michael Nyman.

## Sinopsis
Durante su juventud el empobrecido explorador norteamericano Daniel Dillon cambió a su esposa y su hija recién nacida por una mina de oro perteneciente a otro explorador. Varios años después, su esposa e hija vuelven a encontrarse con Dillon, quien a su vez se encuentra luchando por mantener el poder en un pueblo de las montañas de California del que se ha apropiado, y que está siendo sacudido por la llegada de un equipo de trabajadores liderados por Donald Dalglish, que llega allí para instalar las vías del ferrocarril.

## Reparto
- Peter Mullan como Daniel Dillon.
- Milla Jovovich como Lucia.
- Wes Bentley como Donald Dalglish.
- Nastassja Kinski como Elena Dillon/Burn/Dillon.
- Sarah Polley como Hope Dillon/Burn.
- Julian Richings como Frank Bellanger.
- Shirley Henderson como Annie.
- Sean McGinley como Sweetley.
- Tom McCamus como Burn.
- Karolina Muller como Young Elena.
- Barry Ward como Joven Dillon.
- Duncan Frasier como Crocker.